# 2112 (album)
Pour les articles homonymes, voir 2112 (homonymie).
Albums de Rush
Caress of Steel
(1975) All the World's a Stage
(1976)
2112 est le quatrième album studio du groupe rock progressif canadien Rush, sorti en février 1976.
Cet album a été enregistré au Toronto Sound Studios. C'est aussi le premier grand succès commercial du groupe, la première apparition de synthétiseur et l'un des disques préféré des fans avec Hemispheres.
Le titre 2112, divisé en 7 parties, occupait l'intégralité de la première face du vinyle. Le texte, écrit par Neil Peart, décrit un monde dirigé par des prêtres ayant banni toute forme d'art. Dans ce contexte, un jeune homme découvre une guitare et apprend à en jouer, mettant en péril l'équilibre de cette société totalitaire.
La première partie de la suite, Overture, comprend un extrait de l'Ouverture solennelle 1812 de Piotr Ilitch Tchaïkovski.
Tears est le premier titre du groupe où ils utilisent un synthétiseur, le ARP Odyssey et un Mellotron qui seront joués par un musicien invité, Hugh Syme.
L'album live All The World's A Stage a été enregistré lors de la tournée de promotion de l'album, en juin 1976.

## Liste des titres
1. 2112 – 20:38
  - I: Overture - 4:32
  - II: The Temples of Syrinx - 2:13
  - III: Discovery - 3:29
  - IV: Presentation - 3:42
  - V: Oracle: The Dream - 2:00
  - VI: Soliloquy - 2:21
  - VII: Grand Finale - 2:14
2. A Passage to Bangkok - 3:34
3. The Twilight Zone - 3:17
4. Lessons - 3:51
5. Tears - 3:31
6. Something for Nothing - 3:59

## Rush
- Geddy Lee : Chant, basse
- Alex Lifeson : Guitare acoustique et électrique
- Neil Peart : Batterie et percussions

## Musicien additionnel
- Hugh Syme – ARP Odyssey sur "Overture", Mellotron sur "Tears", guitare synthétiseur